# Ordem Paranormal: O Segredo na Floresta
O Segredo na Floresta é a 2ª temporada da websérie de RPG Ordem Paranormal, mestrado e organizado pelo streamer Rafael Lange. O sistema utilizado é uma versão de Call of Cthulhu. Foi ao ar pela primeira vez na plataforma Twitch em 11 de abril de 2020, e teve seu episódio final em 25 de julho de 2020. As sessões eram aos sábados, com reprises nas terças-feiras, e eram publicados no YouTube na quinta.
Em 17 de setembro de 2023, três anos depois do RPG, Cellbit revelou que a temporada ganharia uma adaptação para os quadrinhos pelo roteirista e desenhista Fábio Yabu em parceria com o artista Akila. 

## Enredo
No dia 11 de abril de 2020, pelas 10 horas da manhã, um grupo de pessoas da organização chamada de Ordo Realitas (nessa época chamada de "Ordo Veritatis") tem uma reunião marcada com um homem nomeado como Senhor Veríssimo em um endereço na avenida Faria Lima, na grande São Paulo. O primeiro a chegar é Joui Jouki, que encontra com os outros membros de sua equipe ao longo do caminho, sendo eles: Cristopher Cohen, Cesar Oliveira, Thiago Fritz e Elizabeth Webber.
Todos eles vão até a sala indicada por Veríssimo e lá eles são apresentados a Equipe Kelvin, uma equipe de agentes veteranos que foram enviados a uma missão em uma pequena cidade no interior do Rio Grande do Sul para investigar um misterioso caso de assassinato envolvendo um símbolo ocultista. Veríssimo também revela que essa equipe haveria desaparecido no meio da investigação, sem deixar rastros.
Após discutirem mais sobre a missão que eles teriam de cumprir, os agentes se despedem de Veríssimo, e partem até o aeroporto de São Paulo, onde viajam para Carpazinha com o objetivo de encontrar Miguel Cariad, Mariana Larona e Kenan Thomas, e terminar a investigação.

## Elenco
| Jogador                   | Personagem                          | Ref.  |
| ------------------------- | ----------------------------------- | ----- |
| Rafael Lange (Cellbit)    | Senhor Veríssimo                    | [ 1 ] |
| Rafael Knittel (Rakin)    | Thiago Fritz                        | [ 1 ] |
| Lucas Feuerschütte (Luba) | Joui Jouki                          | [ 1 ] |
| Rafael Montes (Guaxinim)  | Arthur Cervero                      | [ 1 ] |
| Tiago Elias (Calango)     | Cesar Oliveira e Miguel Cariad      | [ 1 ] |
| Gabriela Cattuzzo (Bagi)  | Elizabeth Webber e Mariana Larona   | [ 1 ] |
| Luis Gouveia (LJoga)      | Cristopher Cohen e Alexsander Kothe | [ 1 ] |

| Jogador                 | Personagem    |
| ----------------------- | ------------- |
| Felipe Zaghetti (Felps) | O Ajudante    |
| Camila Vieira (Kalera)  | Eva Van Gloss |
| Leonardo Santi          | Kenan Thomas  |

## Episódios
| Número | Título        | Data de estreia     | Duração |
| ------ | ------------- | ------------------- | ------- |
| 1      | Equipe Kelvin | 11 de abril de 2020 | 4:36:50 |
| 2      | O Sanatório   | 18 de abril de 2020 | 4:56:41 |
| 3      | Aracnofobia   | 25 de abril de 2020 | 4:21:37 |
| 4      | Despedida     | 2 de maio de 2020   | 4:25:08 |
| 5      | A Casa        | 9 de maio de 2020   | 4:51:09 |
| 6      | Virgulino     | 16 de maio de 2020  | 4:07:58 |
| 7      | Cemitério     | 23 de maio de 2020  | 4:26:37 |
| 8      | O Segredo     | 30 de maio de 2020  | 4:26:47 |
| 9      | Santo Berço   | 6 de junho de 2020  | 4:10:41 |
| 10     | Hotel         | 13 de junho de 2020 | 4:00:41 |
| 11     | Símbolo       | 20 de junho de 2020 | 3:29:22 |
| 12     | Torre         | 27 de junho de 2020 | 3:56:08 |
| 13     | A Caverna     | 4 de julho de 2020  | 3:46:40 |
| 14     | A Porta       | 11 de julho de 2020 | 3:13:28 |
| 15     | Manancial     | 18 de julho de 2020 | 4:02:57 |
| 16     | Equipe E      | 25 de julho de 2020 | 3:58:58 |

## Trilha Sonora
A trilha sonora da temporada contava com algumas faixas da Epidemic Sound como a abertura, que era Chukou de Ambre Joune, mas também contou faixas originais compostas por Juvi, como os créditos finais, nomeado de "Equipe E".